# Bernhard Hippler
Bernhard Johannes Hippler (* 20. August 1947 in Hemmerde, Nordrhein-Westfalen) ist ein römisch-katholischer Geistlicher.

## Leben
Bernhard Hippler studierte Philosophie, Theologie, Psychologie und Geschichte an den Universitäten Innsbruck und München. Am 11. Mai 1972 empfing er die Priesterweihe. Nach seiner Lehramtsprüfung war er ab 1975 Religionsprofessor am Ursulinengymnasium in Innsbruck.
Bischof Paulus Rusch ernannte ihn 1979 zum Hochschulpfarrer der Universität Innsbruck. Hippler baute in der Folge die 1973 durch die Österreichische Bischofskonferenz aufgelöste Innsbrucker Hochschulgemeinde und die Katholische Hochschuljugend wieder auf. Das Modell der Hochschulpastoral wurde als so genanntes „Innsbrucker Modell“ überregional bekannt. Hippler war Mitglied des Priesterrates, des Pastoralrates, Vertreter Tirols in der ArGe der österreichischen Priesterräte sowie Delegierter beim Innsbrucker Diözesanforum. Am 26. Juni 2015 wurde er als Hochschulseelsorger der Innsbrucker Universitäten offiziell verabschiedet.
Hippler ist Mitglied und Ehrensenior der K.Ö.H.V. Alpinia Innsbruck im ÖCV und Verbindungsseelsorger des Innsbrucker Cartellverbandes, des CV.tirol sowie mehrerer Studentenverbindungen.

## Ehrungen und Auszeichnungen
- 1982 – Ernennung zum Geistlichen Rat durch Bischof Reinhold Stecher
- 1989 – Ernennung zum „Monsignore“ durch Papst Johannes Paul II.
- 1995 – Ernennung zum „Ehrenbürger der Universität“ durch die Leopold-Franzens-Universität
- 2007 – Ernennung zum „Ehrensenator der Leopold-Franzens-Universität Innsbruck“
- 2009 – Verdienstkreuz des Landes Tirol durch Landeshauptmann Günther Platter
- 2011 – Verdienstkreuz der Stadt Innsbruck durch Bürgermeisterin Christine Oppitz-Plörer[2]
- 2015 – Österreichisches Ehrenkreuz für Wissenschaft und Kunst I. Klasse durch Bundespräsident Heinz Fischer[3]
- 2015 – Würdigungspreis des Verbands der Professorinnen und Professoren der Innsbrucker Universitäten (UPVI)[4]